# Nobody Lives Forever
Nobody Lives Forever es una película de cine negra americana dirigió por Jean Negulesco y basada en la novela No Nací Ayer de W. R. Burnett. Está protagonizada por John Garfield y Geraldine Fitzgerald y cuenta con Walter Brennan, Faye Emerson, George Coulouris y George Tobias.

## Trama
El antiguo estafador Nick Blake  (John Garfield), un soldado que regresa a la ciudad de Nueva York después de la Segunda Guerra Mundial, busca a su antigua novia Toni Blackburn (Faye Emerson) para conseguir el dinero que le ha estado guardando mientras estaba en el ejército. Toni afirma que perdió el dinero invirtiendo en un club nocturno antes de vendérselo a Chet King (Robert Shayne), que la emplea allí ahora como cantante. Sin embargo, Nick ha descubierto la aventura de Toni con King, y obtiene su dinero de King.
Nick busca al viejo estafador Pop Gruber (Walter Brennan), que siente que se está haciendo demasiado viejo para el juego de la estafa y que si sigue así, terminará «vendiendo lápices a un lado de la carretera». Nick y su compinche Al  (George Tobias) viajan a Los Ángeles, donde otro estafador, Doc Ganson (George Coulouris), ha descubierto a un tonto, pero no tiene ni el dinero ni el encanto necesarios para el trabajo. Doc se acerca de mala gana a Pop para reclutar a Nick, a pesar de que hay mala sangre entre ellos.
El plan es tener a Nick, un mujeriego, la reciente viuda rica en romances Gladys Halvorsen (Geraldine Fitzgerald) y persuadirla de invertir en un falso negocio de remolcadores. Nick está de acuerdo con la condición de que obtenga dos tercios de las ganancias, aumentando el amargo resentimiento de Doc hacia el hombre más joven y exitoso.
El plan tiene un inconveniente cuando Nick se enamora de la víctima y decide retirarse de la estafa. Al mismo tiempo, el gerente de Gladys, Charles Manning (Richard Gaines), ha descubierto el pasado criminal de Nick y alerta tanto a Gladys como a las autoridades. La ley no puede tocar a Nick ya que aún no ha tomado ningún dinero. Nick admite la verdad a Gladys de todos modos. Sin embargo, ella está desesperadamente enamorada y se niega a dejarlo ir.
Nick decide pagar a los demás los 30.000 dólares que les prometió, usando su propio dinero. Toni aparece, sin embargo, y se entera del plan abortado. Cuando le dice a Doc que está segura de que Nick tiene la intención de casarse con Gladys y sus 2.000.000 de dólares, la banda secuestra a la viuda por una mayor parte de su dinero. Pop es capaz de seguirlos hasta su escondite. En el siguiente tiroteo, Nick rescata a Gladys, pero tanto Doc como Pop son asesinados.

## Reparto
- John Garfield como Nick Blake
- Geraldine Fitzgerald como Gladys Halvorsen
- Walter Brennan como Pop Gruber
- Faye Emerson como Toni Blackburn
- George Coulouris como Doc Ganson
- George Tobias como Al Doyle, el amigo de Nick
- Robert Shayne como Chet King
- Richard Gaines como Charles Manning
- Richard Erdman como Bellboy
- James Flavin como Shake Thomas, uno de los hombres de Doc
- Ralph Peters como Windy Mather, el otro socio de Doc

## Producción
Nadie Vive Para siempre se originó cuando Warner Bros. encargó a W. R. Burnett que escribiera una historia original para una película destinada a iniciarHumphrey Bogart, pero los contratos de Burnett incluían una cláusula que establecía un límite de tiempo para la realización de la película; después de ese tiempo, los derechos volvieron a manos de Burnett. Esto ocurrió con Nadie vive para siempre, y Burnett vendió la historia a la revista Collier's Magazine en 1943 para su serialización, y luego a Alfred A. Knopf en 1945 para su publicación en forma de libro. Warners compró los derechos una vez más, y también pagó a Burnett para escribir el guion de la película. Para entonces, Bogart no estaba disponible, ya que estaba atado haciendo El Gran Sueño,y fue reemplazado por John Garfield, recién salido de El Cartero Siempre Anula Dos Veces.
Cuando la película fue concebida inicialmente, Ann Sheridan iba a co-protagonizarla con Bogart.

## Crítica
El crítico de cine del New York Times, Bosley Crowther, al escribir que el equipo de producción "realizó un trabajo artesanal", dijo sin embargo que los espectadores encontrarán la "repetición de la película un poco cansada e incluso aburrida". Es probable que encuentren los diálogos, aunque con el sabor de palabras tan picantes como "brea", "planta" y "chupón", bastante cargados de clichés. Y ciertamente no encontrarán nada original en la fácil solución de la trama".

## Adaptación
La película fue adaptada para la radio en el Radioteatro Lux. La producción contó con la participación de Jane Wyman y Ronald Reagan y se emitió el 17 de noviembre de 1947.